# Bourguignotte

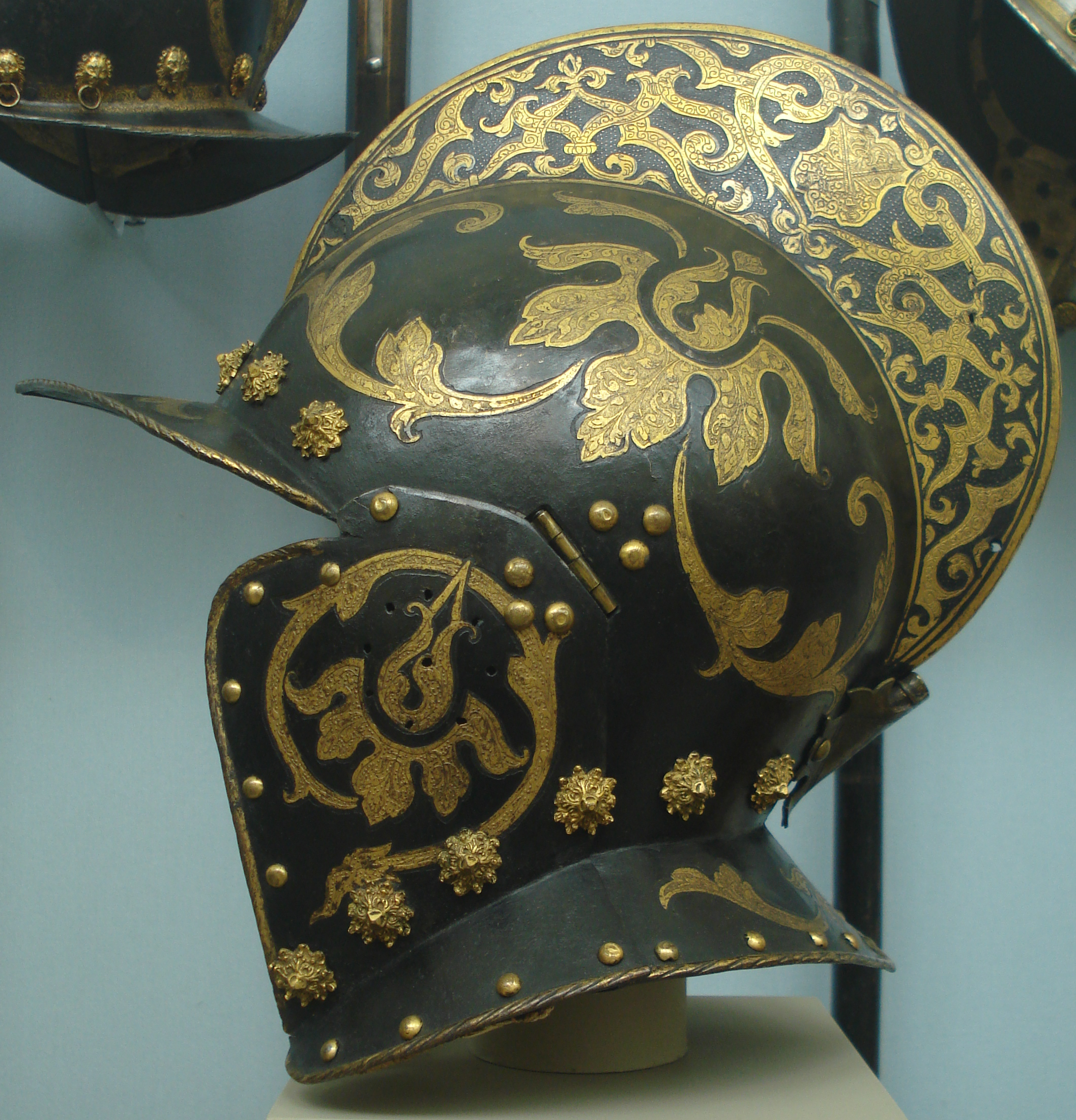
Bourguignotte allemande sous sa forme classique, XVIe siècle.

La bourguignotte (parfois appelé salade bourguignonne) est un casque d'origine bourguignonne de la Renaissance et de l'Époque moderne. C'est le successeur de la salade du XVe siècle.
Disparue au XVIIe siècle, la bourguignotte inspira cependant le casque Adrian des poilus français en 1915.

## Caractéristiques

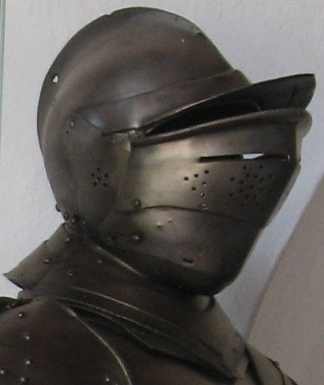
Casque intermédiaire ("Bourguignotte close") avec la pointe, la crête et la buffe tombante, combiné avec la visière articulée d'un casque clos.

La bourguignotte se caractérise par un casque avec une pointe large fixe ou articulée se projetant sur l'ouverture, et habituellement une crête intégrale d'avant en arrière semblable à une quille. De grandes oreillères articulées qui ne se rejoignent habituellement pas au menton ou au cou sont attachées au casque. Une bride se projette des parties inférieures du casque et oreillères pour protéger la nuque et les côtés du cou. Bien qu'il s'agisse d'un casque léger et ouvert, une buffe tombante, sorte de visière close en la levant plutôt qu'en la baissant, était parfois utilisée. Certains casques, souvent appelés « bourguignottes closes », étaient faits de façon que la pointe, la crête et la buffe tombante de la bourguignotte soient combinés au sein de la visière articulée du casque,,. Elle s'adjoindra des jouées au XVIe et un nasal viendra encore la compléter sous Louis XIII; elle prendra ainsi le nom de polonaise.

## Usage
Commune au travers de l'Europe, elle a fait son apparition au début du XVIe siècle et obtenut sa forme classique vers 1550. Jointes à des armures de plate, les bourguignottes étaient principalement utilisées par la cavalerie: cuirassiers, demi-lanciers et les hussards polonais. Les Border Reivers de la frontière anglo-écossaise étaient amateurs des bourguignottes et du casque morion pendant l'ère Élisabéthaine, et par conséquent les reivers se firent souvent appeler « steil bonnets » (bonnets d'acier),. Les bourguignottes étaient aussi populaires au sein des hussards polonais où elles furent mélangées à des casques à queue de homard, comportant souvent un nasal et une protection faciale.
La bourguignotte était commune au sein des mercenaires suisses, des piquiers d'infanterie qui pouvaient se défendre face à la cavalerie (peut-être en prenant ces casques comme trophées). À la suite de l'apparition du casque Adrian, du Brodie et du Stahlhelm durant la Première Guerre mondiale, les Suisses tentèrent une version « rationalisée » de la bourguignotte pour leur propre casque national (l'Eplattenier), mais les deux conceptions proposées furent rejetées.
Les avantages de la bourguignotte comparée aux autres casques incluent :
- le coût : le principal facteur dans la décision d'en porter ; les bourguignottes étaient significativement moins coûteuses que les autres casques clos, en raison du moins grand nombre de charnières et de verrous pour la garder fermée ;
- l'encombrement : les casques clos étaient légèrement plus lourds, et quoique leur mobilité soit à peu près similaire, il était difficile au porteur de voir et de respirer librement en combat. La bourguignotte en revanche était légère et avait un visage découvert, offrant un avantage en combat rapproché ;
- la protection : la bourguignotte ne protégeait pas autant que les casques plus lourds, mais elle protégeait tout de même l'essentiel de la tête. Le visage découvert pouvait être protégé par une buffe tombante.

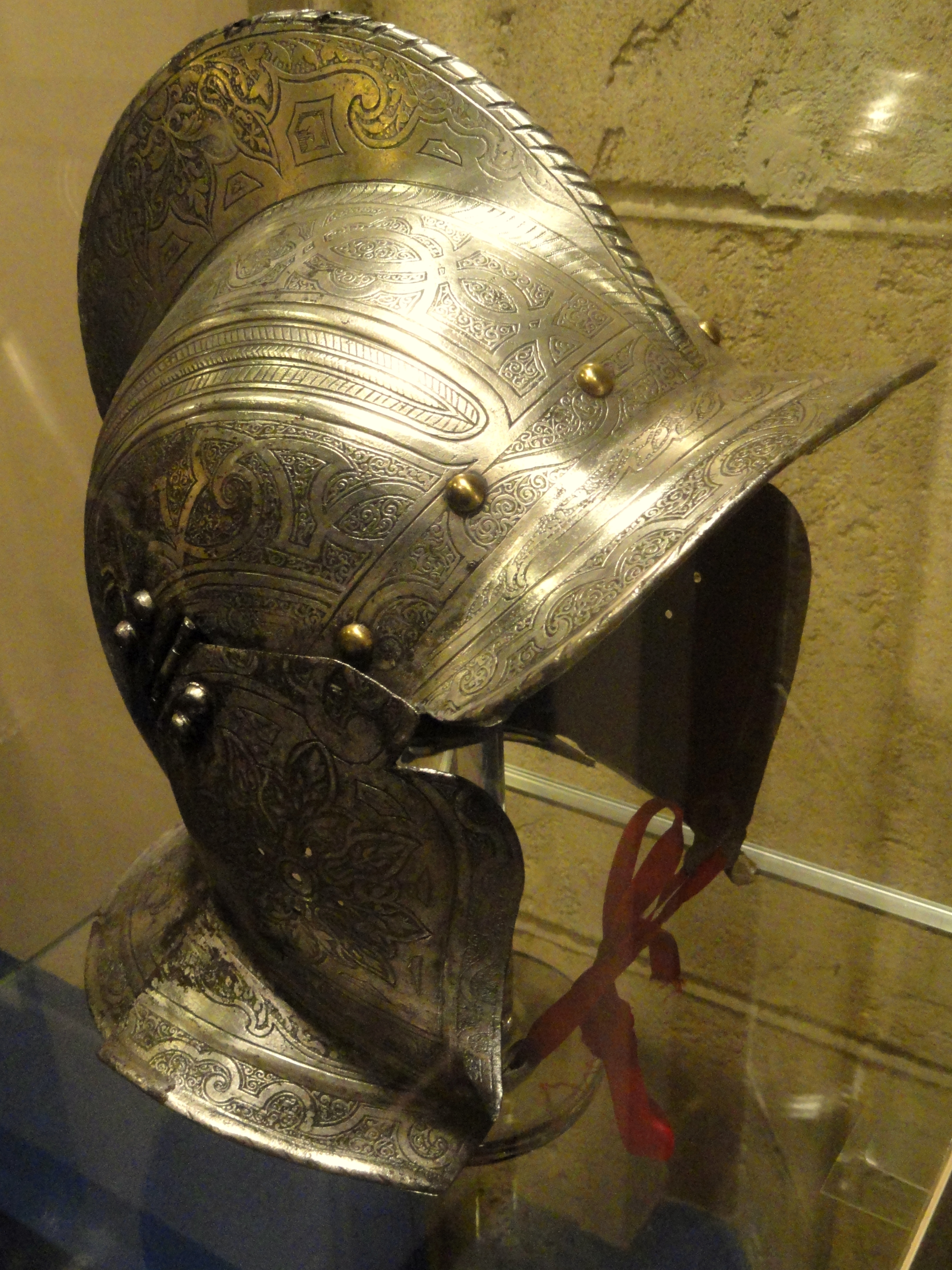
Bourguignotte des années 1560 fabriquée à Nuremberg, exposant la face. Décorée au XVIIe siècle. Higgins Armory Museum (en).
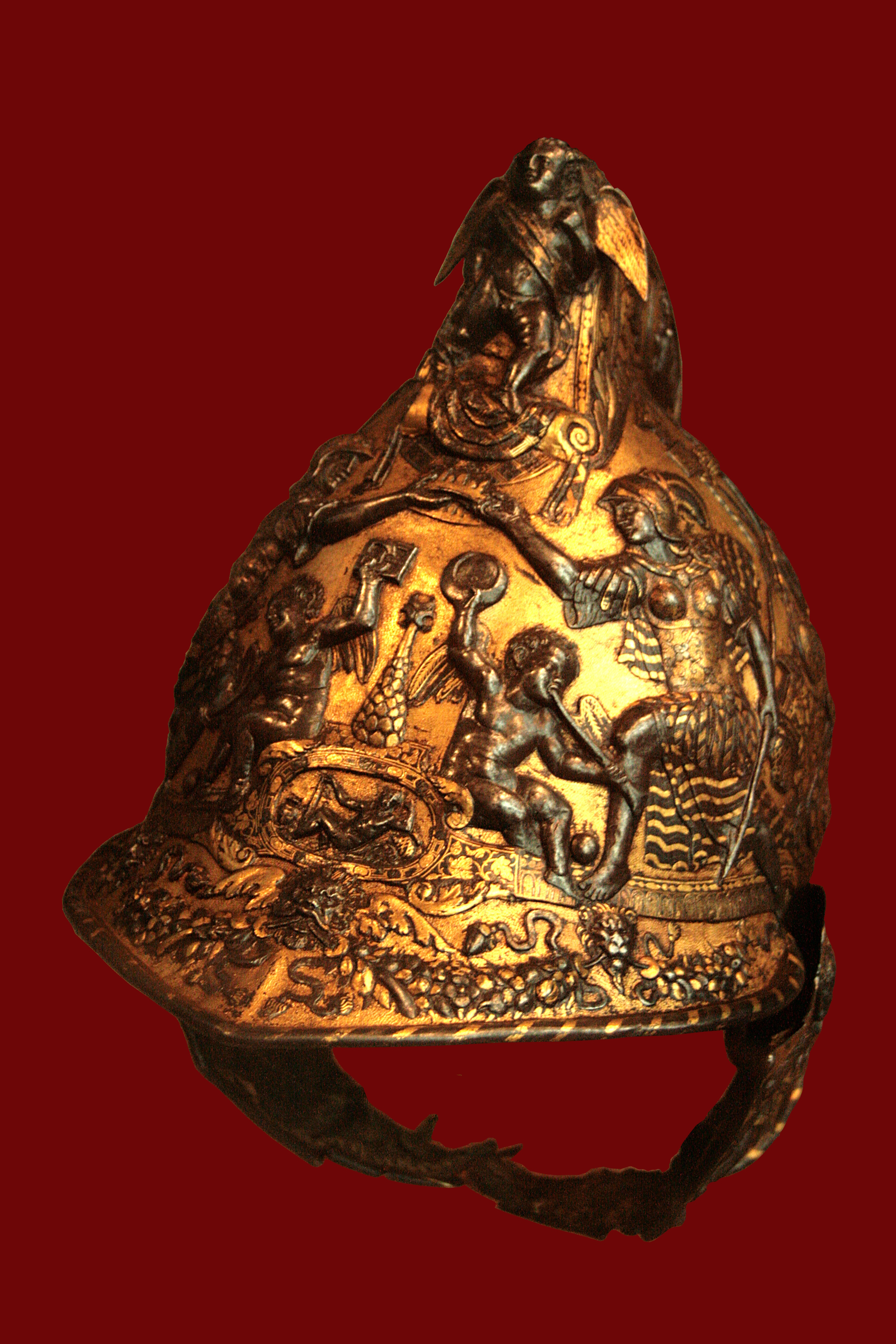
Bourguignotte de parade du roi Henri II fabriquée au XVIe siècle. Musée de l'Armée de Paris.
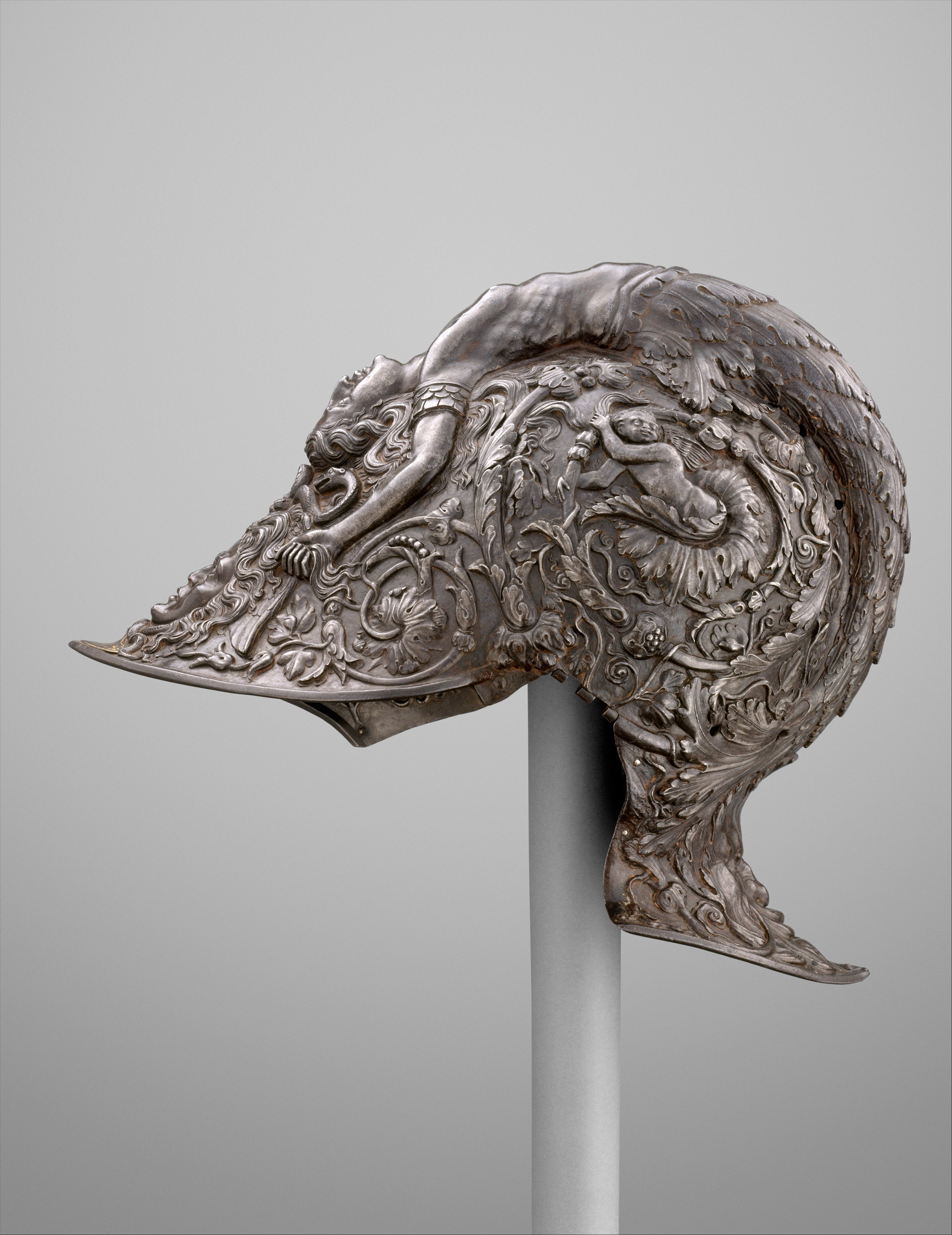
Bourguignotte de parade décorée, œuvre de Filippo Negroli, 1543. Metropolitan Museum of Art.
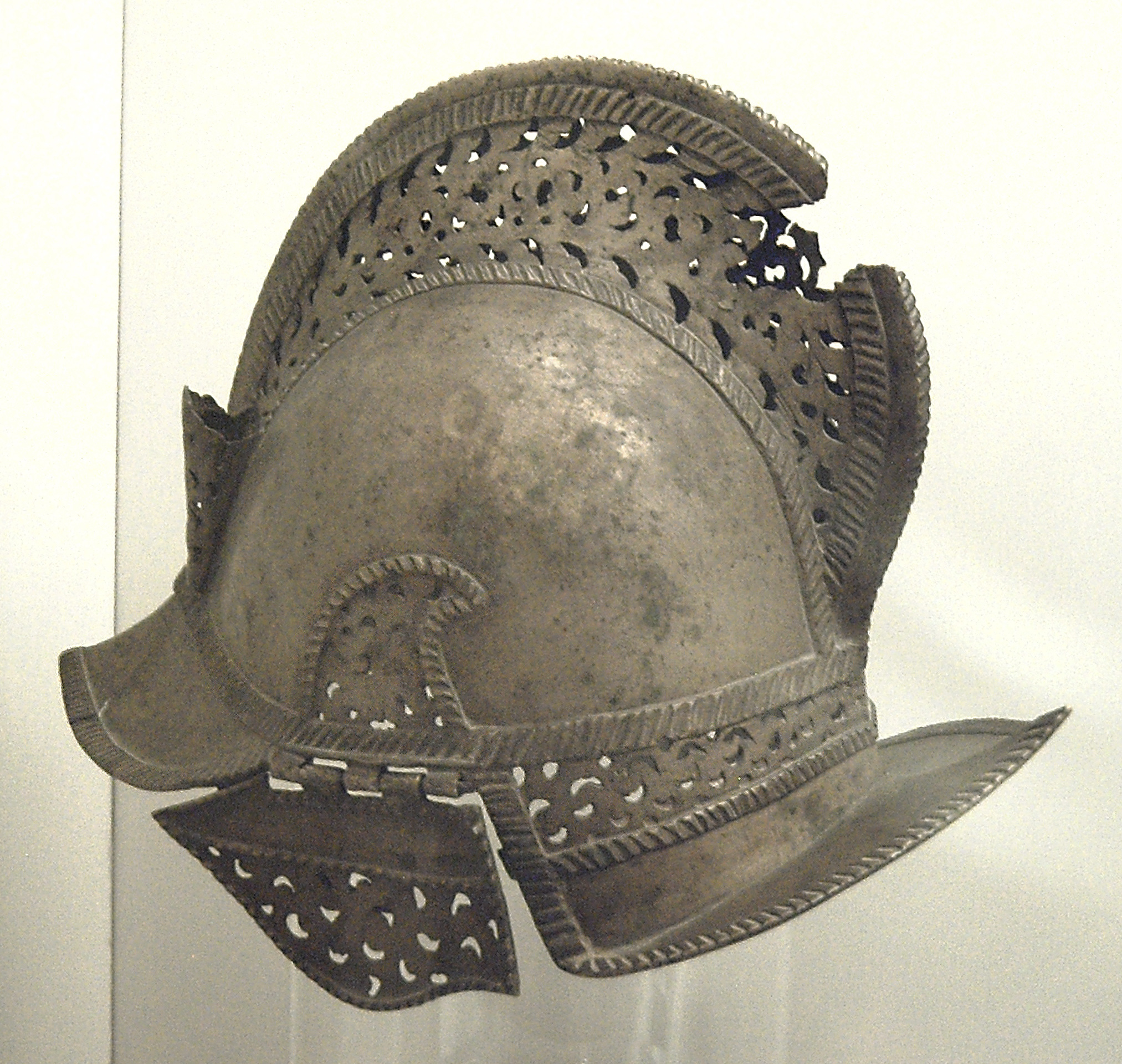
Bourguignotte décorée à oreillères des Moros des Philippines (XVIIIe – XIXe siècle).

## Pour en lire plus
- The Art of Chivalry : European arms and armor from the Metropolitan Museum of Art : an exhibition, New York, The Metropolitan Museum of Art and The American Federation of Arts, 1982 (lire en ligne)